# Oches
Oches ist eine französische Gemeinde mit 34 Einwohnern (Stand 1. Januar 2022) im Département Ardennes in der Region Grand Est (vor 2016 Champagne-Ardenne). Sie gehört zum Arrondissement Vouziers, zum Kanton Vouziers und zum Gemeindeverband Argonne Ardennaise.

## Geografie
Die Gemeinde Oches liegt 24 Kilometer nordöstlich von Vouziers an der Bièvre, einem Nebenfluss der Bar. Umgeben wird Oches von den Nachbargemeinden La Berlière im Norden, Saint-Pierremont im Osten und Süden, Verrières im Westen sowie Sy und Les Grandes-Armoises im Nordwesten.

## Bevölkerungsentwicklung
| Jahr                       | 1962 | 1968 | 1975 | 1982 | 1990 | 1999 | 2006 | 2011 | 2019 |
| Einwohner                  | 75   | 55   | 48   | 39   | 43   | 41   | 33   | 42   | 44   |
| Quellen: Cassini und INSEE |      |      |      |      |      |      |      |      |      |

## Sehenswürdigkeiten

Kirche Saint-Lambert

- Kirche Saint-Lambert